# Bill Justis
William Everett Justis Jr. également crédité comme Bill Everette(14 octobre 1926 - 16 juillet 1982) est un musicien, compositeur et arrangeur musical pionnier du rock and roll américain, surtout connu pour sa chanson du Grammy Hall of Fame de 1957, "Raunchy".